# Apolipoprotéine A1
L'apolipoproteine A1 est une protéine de type apolipoprotéine, fabriquée par les intestins et le foie et entrant dans la constitution à 60 % dans les particules de HDL et à 12 pour cent dans les chylomicrons. Le rôle de cette molécule est d'activer la LCAT. Son gène est APOA1 situé sur le chromosome 11 humain.

## Rôles
La protéine subit une chlorination et une nitration par la myéloperoxydase ce qui modifie son action avec l'ABCA1.

## En médecine
Un anticorps dirigé contre l'apolipoprotéine A1 est retrouvé dans différentes circonstances, comme dans la polyarthrite rhumatoïde ou lors d'un lupus érythémateux disséminé, ou aussi, au décours d'un syndrome coronarien aigu, semblant dans ce cas un marqueur de mauvais pronostic. Ils sont également présents dans 20 % de la population générale et pourrait constituer un marqueur de risque cardio-vasculaire, possiblement en fragilisant la plaque d'athérome. Ce caractère péjoratif n'est cependant pas retrouvé dans d'autres études.
Il existe plusieurs variants entraînant des conformations protéiques différentes, avec, dans certains cas, une accumulation dans certains tissus entraînant une amylose. D'autres variants sont corrélés avec un risque augmenté de survenue de maladies cardio-vasculaires.